# Stimmloser pharyngaler Frikativ
Der stimmlose pharyngale Frikativ ist ein stimmloser, im Rachen gebildeter Reibelaut, der typisch für semitische und kuschitische Sprachen ist. Er kommt zudem in Sprachen des Kaukasus sowie in einigen anderen, meist kleinen und wenig bekannten Sprachen vor.
Er hat in verschiedenen Sprachen folgende orthographische Realisierungen:
- Arabisch [⁠ħ⁠]: ح (U+062D)
  - Beispiel: /muˈħamːad/
- Altäthiopisch, Tigrinya, Tigré und Argobba (nicht verschriftlicht): ሐ (Unicode: U+1210)
  - Beispiel aus Argobba: /mɛħrɛʃa/ Pflug
- Somali: X, x (im lateinischen Alphabet; seit 1972)
- Afar: C, c (lateinisches Alphabet)

Der stimmlose pharyngale Frikativ ist ein Laut, der dem sehr ähnlich ist, den man macht, wenn man eine Brille anhaucht, um sie zu putzen. Er ist ein Laut, der im Kehlkopf gebildet wird und entspricht nicht dem „ch“-Laut, in „ich“, der in der Mundhöhle gebildet wird. Stimmhaft gesprochen wird aus dem pharyngalen Frikativ  der Laut ʿAin bzw. Ajin.